# Libourne
Libourne település Franciaországban, Gironde megyében. Lakosainak száma 24 668 fő (2022. január 1.). Libourne Les Billaux, Génissac, Arveyres, Fronsac, Lalande-de-Pomerol, Moulon, Pomerol, Saillans és Saint-Émilion hegyközség községekkel határos.

## Népesség
A település népességének változása:
| Lakosok száma | 22 123 | 22 119 | 21 012 | 23 296 | 23 947 | 24 866 | 24 845 | 24 257 | 24 432 | 24 668 |
|               | 1968   | 1982   | 1990   | 2006   | 2013   | 2015   | 2017   | 2019   | 2020   | 2022   |